# کیسی (ایلینوی)
کیسی، ایلینوی (به انگلیسی: Casey, Illinois) یک شهر در ایالات متحده آمریکا با جمعیت ۲٬۷۶۹ نفر است که در ایلی‌نوی واقع شده‌است.

## موقعیت جغرافیایی
موقعیت جغرافیایی شهرها و مناطق اطراف به شرح زیر است: